# Aulnay-sur-Marne
Pour les articles homonymes, voir Aulnay et Marne.
Aulnay-sur-Marne (prononcé [one syʁ maʁnə], le l étant muet) est une commune française, située dans le département de la Marne en région Grand Est.

## Géographie
| Aigny  | Vraux                 | Juvigny   |
| Jâlons | Aulnay-sur-Marne      | Matougues |
|        | Champigneul-Champagne |           |

### Hydrographie
La commune est dans la région hydrographique « la Seine de sa source au confluent de l'Oise (exclu) » au sein du bassin Seine-Normandie. Elle est drainée par la Marne, la Somme-Soude, le canal 01 de la commune de Champigneul-Champagne, le canal 01 de la Culée, le canal 01 de la Rigole et le canal 01 des Prés Tartier,.
La Marne  prend sa source sur le plateau de Langres, dans la commune de Saints-Geosmes (Haute-Marne) et se jette dans la Seine entre Charenton-le-Pont et Alfortville (Val-de-Marne) dans le quartier de Conflans-l'Archevêque.
La Somme-Soude, d'une longueur de 60 km, prend sa source dans la commune de Sommesous et se jette  dans la Marne à Aigny, après avoir traversé 18 communes.

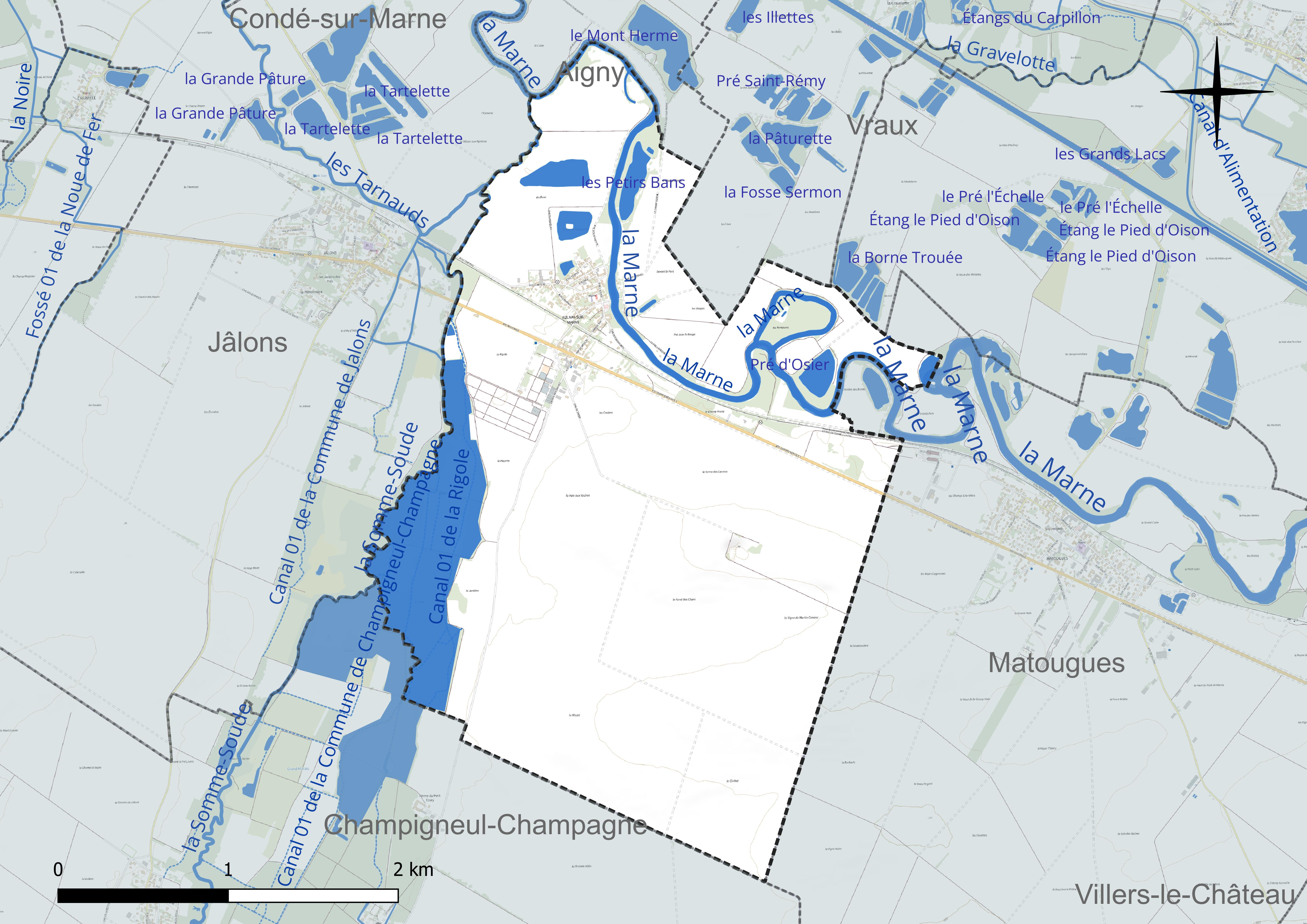
Réseau hydrographique d'Aulnay-sur-Marne.

Deux plans d'eau complètent le réseau hydrographique : les Petirs Bans (3,9 ha) et Pré d'Osier (3,6 ha),.

### Climat
Pour des articles plus généraux, voir Climat du Grand Est et Climat de la Marne.
En 2010, le climat de la commune est de type climat océanique dégradé des plaines du Centre et du Nord, selon une étude du Centre national de la recherche scientifique s'appuyant sur une série de données couvrant la période 1971-2000. En 2020, Météo-France publie une typologie des climats de la France métropolitaine dans laquelle la commune est exposée à un climat océanique altéré et est dans la région climatique Nord-est du bassin Parisien, caractérisée par un ensoleillement médiocre, une pluviométrie moyenne régulièrement répartie au cours de l’année et un hiver froid (3 °C).
Pour la période 1971-2000, la température annuelle moyenne est de 10,1 °C, avec une amplitude thermique annuelle de 15,8 °C. Le cumul annuel moyen de précipitations est de 675 mm, avec 11,1 jours de précipitations en janvier et 8 jours en juillet. Pour la période 1991-2020, la température moyenne annuelle observée sur la station météorologique de Météo-France la plus proche, « Bouzy-Civc », sur la commune de Bouzy à 9 km à vol d'oiseau, est de 11,5 °C et le cumul annuel moyen de précipitations est de 687,5 mm. 
La température maximale relevée sur cette station est de 41,2 °C, atteinte le 25 juillet 2019 ; la température minimale est de −20,5 °C, atteinte le 16 janvier 1985,,.
Les paramètres climatiques de la commune ont été estimés pour le milieu du siècle (2041-2070) selon différents scénarios d'émission de gaz à effet de serre à partir des nouvelles projections climatiques de référence DRIAS-2020. Ils sont consultables sur un site dédié publié par Météo-France en novembre 2022.

## Urbanisme

### Typologie
Au 1er janvier 2024, Aulnay-sur-Marne est catégorisée commune rurale à habitat dispersé, selon la nouvelle grille communale de densité à sept niveaux définie par l'Insee en 2022.
Elle est située hors unité urbaine. Par ailleurs la commune fait partie de l'aire d'attraction de Châlons-en-Champagne, dont elle est une commune de la couronne,. Cette aire, qui regroupe 97 communes, est catégorisée dans les aires de 50 000 à moins de 200 000 habitants,.

### Occupation des sols
L'occupation des sols de la commune, telle qu'elle ressort de la base de données européenne d’occupation biophysique des sols Corine Land Cover (CLC), est marquée par l'importance des territoires agricoles (82,3 % en 2018), une proportion sensiblement équivalente à celle de 1990 (82,7 %). La répartition détaillée en 2018 est la suivante : 
terres arables (77,4 %), forêts (9,1 %), zones agricoles hétérogènes (4,9 %), zones urbanisées (3,8 %), zones humides intérieures (3 %), eaux continentales (1,2 %), milieux à végétation arbustive et/ou herbacée (0,6 %). L'évolution de l’occupation des sols de la commune et de ses infrastructures peut être observée sur les différentes représentations cartographiques du territoire : la carte de Cassini (XVIIIe siècle), la carte d'état-major (1820-1866) et les cartes ou photos aériennes de l'IGN pour la période actuelle (1950 à aujourd'hui).

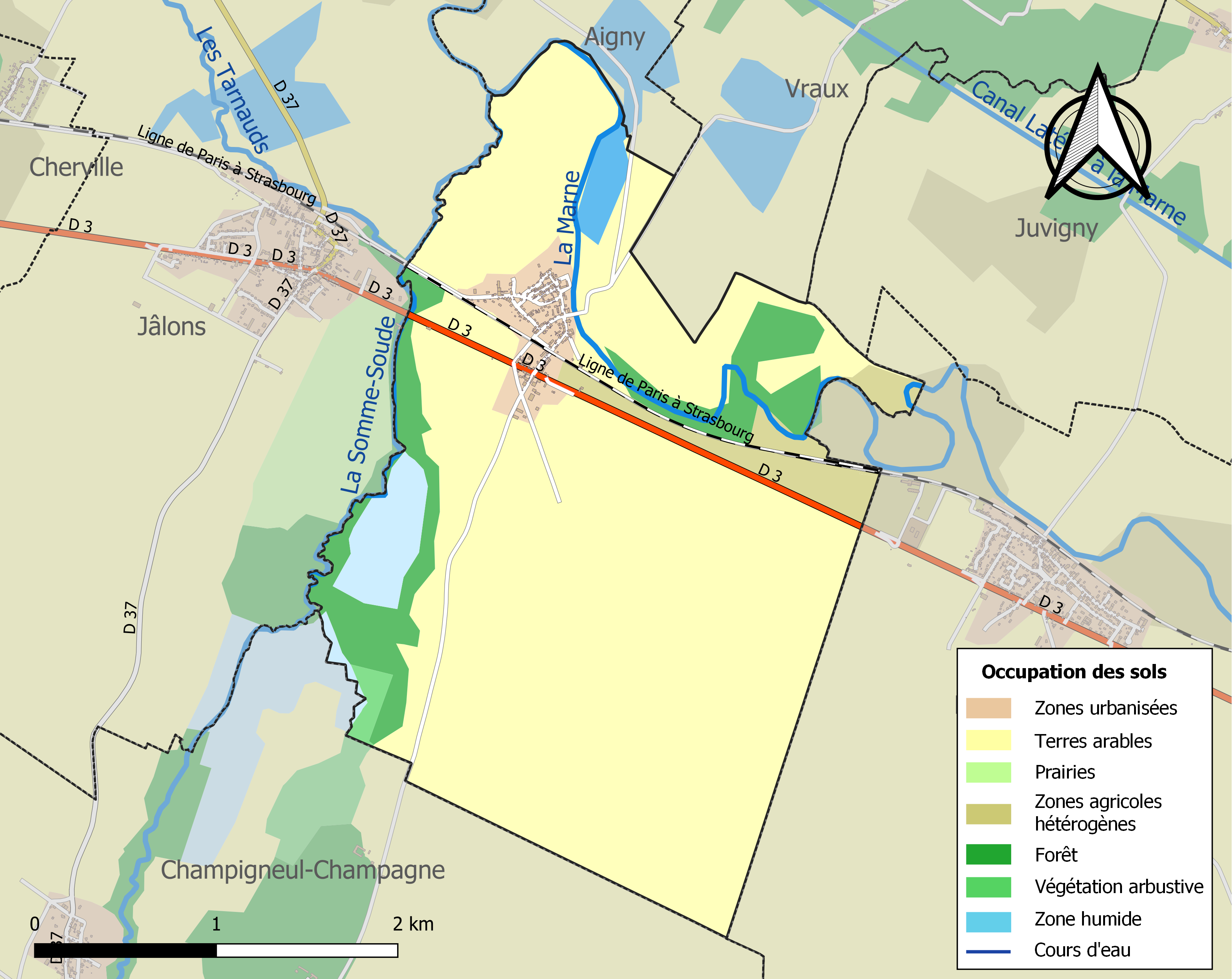
Carte des infrastructures et de l'occupation des sols de la commune en 2018 (CLC).

## Toponymie
Les anciennes mentions de la localité sont : Villa quæ vocatur Alnidus IXe siècle, Aunai v. 1222, Aunay v. 1280, Aunoy, Aunayum 1285, Alnayum juxta Mathogam 1286, Aunoy-sur-Marne 1383, Alnayum supra Matronam 1405, Aulnoy 1428, Aulnay-sur-Marne 1472, Aunayum super Maternam 1542, Aunay-la-Rivière v. 1757.

Selon E. Nègre les villages en Aulnay tirent leur étymologie de alnetum composé du latin alnus "aulne" + suff. collectif -etum, d'où "bois d'aunes, aunaie",. L'aulnaie est lieu où poussent des aulnes, ces arbres croissent dans des lieux humides. Le terme « aulne » est assez récent : l'arbre s'appelait auparavant en gaulois verna "aulne", en ancien français verne ou vergne "bois de cet arbre, gouvernail".
La Marne est une rivière située à l'est du bassin parisien. C'est le principal affluent de la Seine : elle prend sa source sur le plateau de Langres, à Balesmes-sur-Marne, sur la commune de Saints-Geosmes (Haute-Marne). Son nom est intégré à celui de quatre départements français.

## Histoire
À la suite de fouilles archéologiques de 1964 et 1965, 33 tombes du IVe siècle prouvent une habitation au Bas du terme à la fin.
En 1789, Aulnay-sur-Marne faisait partie de l'élection de Châlons et était régi en partie par la coutume de Châlons, pour partie celle de Vitry. L'église paroissiale, diocèse de Châlons-en-Champagne, doyenné de Châlons, était consacrée à saint Rémi. C'est l'abbé de Toussaints qui nommait à la cure d'Aulnay-sur-Marne.

## Politique et administration

### Intercommunalité
Conformément au schéma départemental de coopération intercommunale de la Marne du 15 décembre 2011, la commune antérieurement membre de la communauté de communes de Jâlons, est désormais membre de la nouvelle communauté d'agglomération Cités-en-Champagne.
Celle-ci résulte en effet de la fusion, au 1er janvier 2014, de l'ancienne communauté d'agglomération de Châlons-en-Champagne, de la communauté de communes de l'Europort, de la communauté de communes de Jâlons (sauf la commune de Pocancy qui a rejoint la communauté de communes de la Région de Vertus) et de la communauté de communes de la Région de Condé-sur-Marne,.

### Liste des maires
| Période                                  | Période                      | Identité                          | Étiquette | Qualité |
| ---------------------------------------- | ---------------------------- | --------------------------------- | --------- | ------- |
| Les données manquantes sont à compléter. |                              |                                   |           |         |
| avant 1876                               | après 1877                   | Carré                             |           |         |
| mars 2001                                | 2014                         | Thérèse Guy                       |           |         |
| 2014                                     | En cours (au 4 juillet 2014) | Philippe Desgrouas Réélu mai 2020 |           |         |

## Démographie
L'évolution du nombre d'habitants est connue à travers les recensements de la population effectués dans la commune depuis 1793. Pour les communes de moins de 10 000 habitants, une enquête de recensement portant sur toute la population est réalisée tous les cinq ans, les populations de référence des années intermédiaires étant quant à elles estimées par interpolation ou extrapolation. Pour la commune, le premier recensement exhaustif entrant dans le cadre du nouveau dispositif a été réalisé en 2007.

En 2022, la commune comptait 276 habitants, en évolution de +8,66 % par rapport à 2016 (Marne : −1,19 %, France hors Mayotte : +2,11 %).
| 1793 | 1800 | 1806 | 1821 | 1831 | 1836 | 1841 | 1846 | 1851 |
| ---- | ---- | ---- | ---- | ---- | ---- | ---- | ---- | ---- |
| 279  | 289  | 306  | 271  | 342  | 328  | 338  | 354  | 355  |

| 1856 | 1861 | 1866 | 1872 | 1876 | 1881 | 1886 | 1891 | 1896 |
| ---- | ---- | ---- | ---- | ---- | ---- | ---- | ---- | ---- |
| 346  | 345  | 323  | 296  | 296  | 292  | 268  | 282  | 253  |

| 1901 | 1906 | 1911 | 1921 | 1926 | 1931 | 1936 | 1946 | 1954 |
| ---- | ---- | ---- | ---- | ---- | ---- | ---- | ---- | ---- |
| 238  | 216  | 229  | 231  | 237  | 230  | 213  | 231  | 196  |

| 1962 | 1968 | 1975 | 1982 | 1990 | 1999 | 2006 | 2007 | 2012 |
| ---- | ---- | ---- | ---- | ---- | ---- | ---- | ---- | ---- |
| 195  | 183  | 182  | 197  | 230  | 214  | 225  | 227  | 238  |

| 2017 | 2022 | - | - | - | - | - | - | - |
| ---- | ---- | - | - | - | - | - | - | - |
| 259  | 276  | - | - | - | - | - | - | - |

## Culture locale et patrimoine

### Lieux et monuments
- Église Saint-Rémy, qui contient un objet inscrit Monument historique, le tableau de Sainte-Apolline daté du XVIIIe siècle, et  des objets classés monuments historiques : maître-autel avec retable et deux statues (XVIIIe) console d’applique (XVIIIe), statue de saint Nicolas (XVe), monument eucharistique anti-luthérien (XVI)[33].

## Héraldique
| Blason de Aulnay-sur-Marne | Blason  | Coupé mi-parti en chef : au 1 de gueules à une colombe en vol d'argent, contournée et tenant dans son bec la sainte Ampoule d'or, au 2 d'argent à un aulne de sinople, au 3 d'azur à sept épis de blé d'or empoignés en éventail et liés de gueules; à la fasce ondée d'argent chargée d'une burelle ondée d'azur brochant sur la partition. |
| Blason de Aulnay-sur-Marne | Détails | Le statut officiel du blason reste à déterminer. Auteur(s)J.-F. Binon |